# Marlborough Sounds

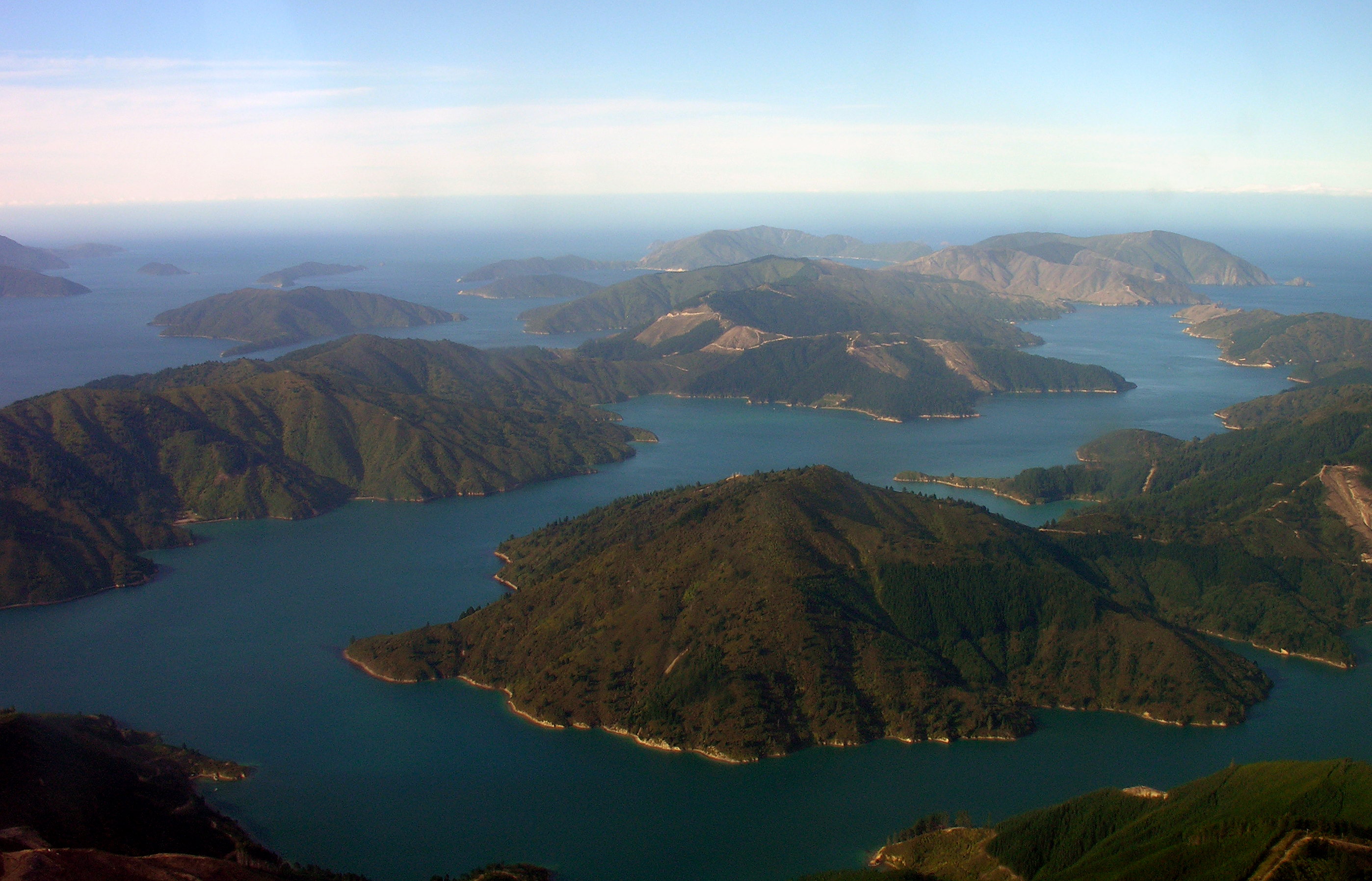
Der Tory Channel ist ein großer Seitenarm des Queen Charlotte Sound

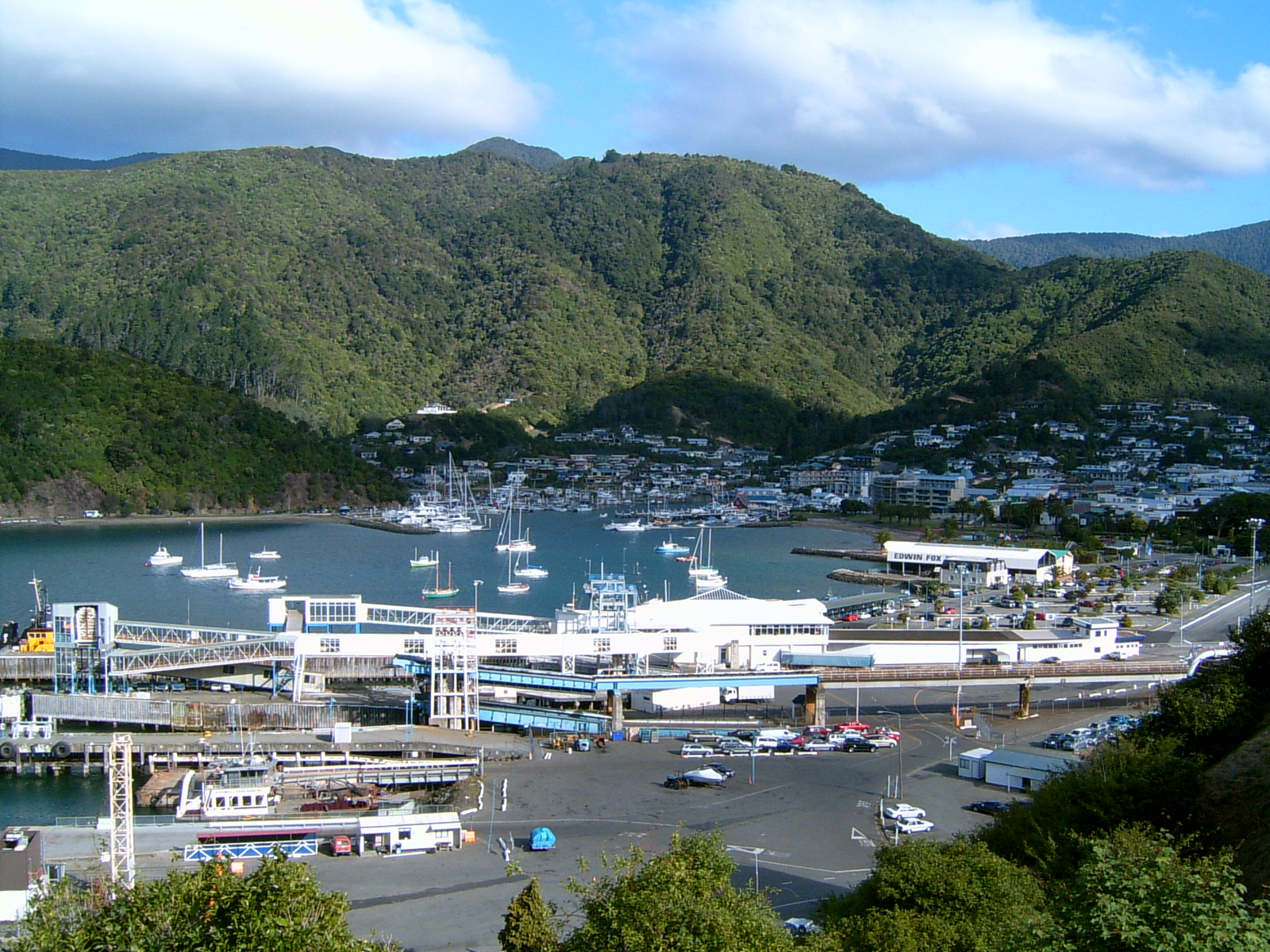
Blick auf den Hafen von Picton

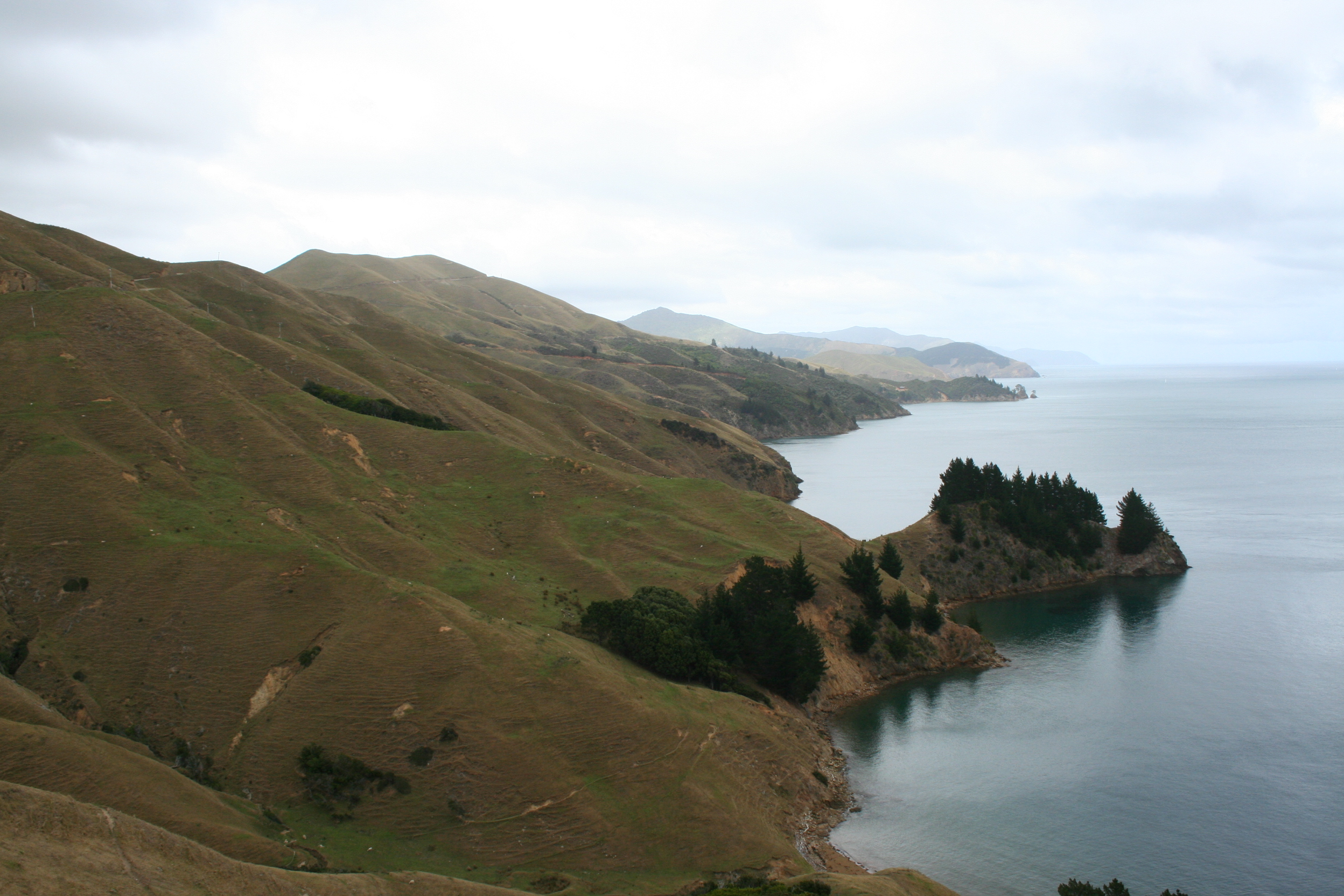
Küstenstreifen der Marlborough Sounds

Die Marlborough Sounds sind ein ausgedehntes Netzwerk an Meeresarmen im Norden der Südinsel von Neuseeland, die durch den Anstieg des Meeresspiegels und die dadurch verursachte Überflutung von Flusstälern entstanden sind.

## Geographie
Das Gebiet der Sounds, das sich über rund 55 km in Südost-Nordwest-Richtung und rund 45 km in Südwest-Nordost-Richtung ausdehnt, befindet sich an der Nordostspitze der Südinsel, westlich der Cook Strait und mit Zugang zu der Meerenge und der Tasmansee.
Unter den Marlborough Sounds werden in der Regel die vier Sounds Queen Charlotte Sound, Pelorus Sound, Kenepuru Sound und Mahau Sound verstanden. Zu ihnen zählen aber auch die zahlreichen Buchten und Meeresarme, die im Englischen mit Arm, Bay, Channel, Cove, Inlet, Reach oder Port bezeichnet werden. Die Sounds werden von zahlreichen Inseln und Halbinseln umschlossen, von denen die erwähnenswertesten die Inseln Arapaoa Island im Südosten und Rangitoto ki te Tonga/D’Urville Island im Norden sowie die 44 km lange und 30 km breite, zentral liegenden und stark verästelte Halbinsel mit dem 1203 m hohen Mount Stokes sind.
Drei Orte befinden sich in dem Gebiet der Marlborough Sounds. Da ist zum einen die kleine Fracht-, Yacht- und Fährhafenstadt Picton mit 2745 Einwohnern, von der aus über den Queen Charlotte Sound und den Tory Channel die Fährverbindung nach Wellington besteht und über die der gesamte Personen- und Güterverkehr zwischen der Nordinsel und der Südinsel des Landes abgewickelt wird. Wenige Kilometer nordöstlich liegt der kleine Ort Waikawa, der über einen Yachthafen verfügt, und rund 20 km westlich von Picton am Mahau Sound befindet sich der kleine Ort Havelock mit 1864 Einwohnern, der lediglich über einen kleinen Yachthafen verfügt und von dem aus ein kleines Wassertaxi die entlegenen Siedlungen der Sounds bedient und auch mit Dingen des alltäglichen Bedarfs versorgt.

## Geologie
Das gesamte Gebiet der Marlborough Sounds besteht aus vom Meer her gefluteten ehemaligen Flusstälern. Während die Südinsel im Absinken begriffen war, stieg der Meeresspiegel seit der letzten Kaltzeit an, was zur Überflutung von Küstenlandstrichen und küstennahen Tälern führte. Eine so entstandene Küstenlandschaft wird üblicherweise als Ria bezeichnet.

## Mythologie
Entsprechend der Mythologie der Māori soll die Südinsel einst das Kanu von Aoraki gewesen sein, das bei einem Sturm gekentert ist und das kieloben liegend die Südinsel gebildet hat. Der versunkene Bug des Kanus soll den Queen Charlotte Sound und den Pelorus Sound geformt haben.
In einer anderen Version soll der polynesische Seefahrer und Entdecker Neuseelands, Kupe, mit einem Kraken gekämpft haben und nach dem Ende des Kampfes, aus dem Kupe als Sieger hervorgegangen war, soll aus Teilen des Kraken die Sounds entstanden sein.

## Wirtschaft
Die Wirtschaft der Region ist vom Tourismus, von der Landwirtschaft und dem Betreiben von Aquakulturen geprägt. Picton hingegen lebt bevorzugt vom Hafenbetrieb und vom Transportgewerbe.

## Tourismus
Für Touristen werden in der Region Wassersportarten wie Segeln oder Kajak fahren angeboten und für Wanderer und Mountainbiker steht der rund 70 km lange Queen Charlotte Track zur Verfügung.